# Johnnie Walker Classic
De Johnnie Walker Classic was een golfkampioenschap dat sinds 1992 deel uitmaakte van de Europese Tour. Er mochten sindsdien 60 spelers van de Europese Tour, 60 van de Asian Tour en de 28 van de Australian PGA Tour meedoen, daarnaast waren er acht wildcards.
Het eerste editie van het toernooi was in 1990. Het toernooi vond plaats in meerdere Aziatische landen of in Oceanië. Onder andere in Thailand, Taiwan, Australië, Singapore, Hongkong, China en de Filipijnen.

## Winnaars
De Johnnie Walker Classic is gewonnen door:
| 1990                   | Nick Faldo           | Hong Kong Golf Club, Fanling            |               |               |
| 1991                   | Ian Woosnam          | Bangkok                                 |               |               |
| 1992                   | Ian Palmer           | Pinehurst Golf & Country Club, Bangkok  |               |               |
| Johnnie Walker Classic |                      |                                         |               |               |
| 1993                   | Nick Faldo           | Singapore Island Country Club           |               |               |
| 1994                   | Greg Norman          | Blue Canyon Country Club, Phuket        |               |               |
| 1995                   | Fred Couples         | Orchard Golf & Country Club, Manilla    |               |               |
| 1996                   | Ian Woosnam          | Tanah Merah                             |               |               |
| 1997                   | Ernie Els            | Hope Island, Queensland                 |               |               |
| 1998                   | Tiger Woods          | Thai Country Club                       |               |               |
| 1999                   | niet gespeeld        | niet gespeeld                           | niet gespeeld | niet gespeeld |
| 2000                   | Michael Campbell     | Westin Resort Ta Shee, Taipei           |               |               |
| 2001                   | Tiger Woods          | Alpine Golf & Sports Club, Bangkok      |               |               |
| 2002                   | Retief Goosen        | Lake Karrinyup Country Club, Perth      |               |               |
| 2003                   | Ernie Els            | Lake Karrinyup Country Club, Perth      |               |               |
| 2004                   | Miguel Ángel Jiménez | Alpine G & SC, Bangkok                  |               |               |
| 2005                   | Adam Scott           | Pine Valley, Peking, China              |               |               |
| 2006                   | Kevin Stadler        | The Vines Resort & Country Club , Perth |               |               |
| 2007                   | Anton Haig po        | Blue Canyon Country Club, Phuket        |               |               |
| 2008                   | Mark Brown           | DLF Golf & Country Club, New Delhi      |               |               |
| 2009                   | Danny Lee (AM)       | The Vines Resort & Country Club, Perth  |               |               |

- 2007: Alex Haig won de play-off van Richard Sterne en Oliver Wilson.

## Nederlandse deelnemers
In 2008 wordt de Classic op de DLF Golf & Country Club in New Delhi gespeeld. Het is de eerste keer dat de Tour India aandoet. Robert-Jan Derksen en Joost Luiten doen mee. De baan heeft een par van 72. Beide spelers eindigen op de 38ste plaats met een totaalscore van -5. Het toernooi is gewonnen door de Nieuw-Zeelander Mark Brown met een score van 270 (-18); hij verdient meteen een tourkaart voor de Europese Tour.
| Naam    | Ronde 1    | Ronde 2    | Ronde 3    | Ronde 4    |
| ------- | ---------- | ---------- | ---------- | ---------- |
| Derksen | 68 (T3)    | 72 (28ste) | 72 (44ste) | 71 (38ste) |
| Luiten  | 72 (76ste) | 68 (28ste) | 71 (40ste) | 72 (38ste) |

In 2009 speelden Derksen en Maarten Lafeber mee, Derksen werd gedeeld 14de met een score van -12, Lafeber miste met zijn score van -1 met drie slagen de cut.